# Chris Weitz
Chris Weitz, geboren als Christopher John Weitz (New York, 30 november 1969) is een Amerikaans regisseur, acteur en scenarioschrijver.

## Levensloop en carrière
Weitz werd geboren als tweede zoon van John Weitz en actrice Susan Kohner. Paul Weitz is zijn oudere broer. Zijn grootmoeder langs moeders kant is actrice Lupita Tovar.
In 1998 startte Weitz zijn filmcarrière. Hij schreef mee aan de animatiefilm Antz. In 1999 regisseerde hij samen met zijn broer zijn eerste film, American Pie, die een succes werd. In 2001 regisseerde hij zijn tweede film Down to Earth. In 2002 volgde About a Boy.
Zijn succesvolste films zouden in de jaren erna komen. Met The Golden Compass uit 2007 en vooral The Twilight Saga: New Moon had hij twee kaskrakers in handen.
Weitz acteerde ook al in enkele films zoals in Mr. & Mrs. Smith.

## Filmografie
Samen met Paul Weitz (regie)
- 1999: American Pie
- 2001: Down to Earth (2001)
- 2002: About a Boy

Als Chris Weitz solo (regie)
- 2007: The Golden Compass
- 2009: The Twilight Saga: New Moon
- 2011: A Better Life

Als acteur:
- 1999: American Pie
- 2000: Chuck & Buck
- 2004: See This Movie
- 2005: Mr. & Mrs. Smith (2005).
- 2006: Bickford Schmeckler's Cool Ideas

Als scenarioschrijver:
- 1998: Antz
- 1998-1999: Fantasy Island
- 2000: Nutty Professor II: The Klumps
- 2000-2001: Off Centre
- 2002: About A Boy
- 2007: The Golden Compass
- 2016: Rogue One: A Star Wars Story
- 2023: The Creator

Boeken: 
- 2014: Overlevers (deel 1 van een trilogie)
- 2015: De Nieuwe Orde (deel 2 van een trilogie)
- 2017: De Terugkeer (deel 3 van een trilogie)

- Bibsys: 3037683
- Biblioteca Nacional de España: XX1452200
- Bibliothèque nationale de France: cb14145309v (data)
- Catàleg d'autoritats de noms i títols de Catalunya: 981058514920006706
- CiNii: DA14149920
- Gemeinsame Normdatei: 133562077
- International Standard Name Identifier: 0000 0001 0939 5457
- Library of Congress Control Number: no2003049131
- Bibliotheek van het Japanse parlement: 001274673
- Nationale Bibliotheek van Tsjechië: hka2010582682
- Nationale bibliotheek van Australië: 53187843
- Nationale Bibliotheek van Israël: 987007450358305171
- Nationale Bibliotheek van Polen: a0000002128634
- Nederlandse Thesaurus van Auteursnamen: 237271133
- Réseau des bibliothèques de Suisse occidentale: 02-A009173099
- SNAC: w6pk1bpc
- Système universitaire de documentation: 13213134X
- Trove: 1533848
- Union List of Artist Names: 500470426
- Virtual International Authority File: 119975667
- WorldCat: E39PBJrKKMqBwfd3w8fcxCDjG3